# Gunnar Sträng
Gunnar Sträng (Järfälla, 23 de dezembro de 1906 - Estocolmo, 7 de março de 1992) foi um político sueco, filiado no Partido Social Democrata (S). Originalmente trabalhador agrícola, entrou na política, tendo sido ministro em vários departamentos durante o período 1947-1976. Foi o arquiteto do financiamento das grandes reformas sociais da época, no campo da segurança social, pensões e escola básica

Foi deputado do Parlamento da Suécia  (Riksdagen) em 1946-1985.

Foi ministro da economia em 1947-1948, ministro da agricultura em 1948-1951, ministro dos assuntos sociais em 1951-1955 e ministro das finanças em 1955-1976.